# 고레토촌
고레토촌(是戸村)은 도야마현 니시토나미군에 있던 촌이다. 1954년 1월 15일, 다이고정과 합병, 현재는 다카오카시 도이데 지역의 일부(고레토 지역)가 되었다. 현재는 튤립 생산이 활발하다.

## 역사
- 1889년 4월 1일 - 정촌제 시행에 의해  도나미군 고레토촌이 성립하였다.
- 1896년 4월 1일 - 군 개편에 의해 도나미군이 분할해 니시토나미군이 성립에 의해 니시토나미군에 속하게 되었다.
- 1954년 1월 15일 - 다이고촌, 기타한냐촌과 합병해 다이고정이 성립하였다.